# Trífido
Trífido är en bergstopp i Antarktis. Den ligger i Västantarktis. Argentina, Chile och Storbritannien gör anspråk på området. Toppen på Trífido är 179 meter över havet.
Terrängen runt Trífido är huvudsakligen kuperad, men västerut är den bergig. Havet är nära Trífido österut. Trakten är obefolkad. Det finns inga samhällen i närheten. 